# Gültigmachung der Ehe (Kirchenrecht)
Die Gültigmachung der Ehe ist nach dem römisch-katholischen kanonischen Recht ein Weg, Ehen zu ordnen, die ungültig geschlossen wurden oder deren Gültigkeit zweifelhaft ist.
Grundsätzlich müssen für die Gültigkeit einer Ehe drei Bedingungen erfüllt sein:
1. Klarer Ehewille beider Partner
2. keine Hindernisse (göttlichen oder kirchlichen Rechts)
3. Erfüllung der Formpflicht

Wenn zum Zeitpunkt der Eheschließung ein nicht beseitigtes Hindernis bzw. eines, von dem nicht dispensiert wurde, ein Ehewillensmangel vorlag oder wenn notwendige Formvorschriften nicht eingehalten wurden, dann ist nach kirchlichem Recht keine Ehe zustande gekommen.
Ziel des kanonischen Eherechtes ist es, ungültige Eheschließungen zu vermeiden. In der Praxis kommt es jedoch immer wieder vor, dass sich nachträglich Mängel bei der Eheschließung herausstellen oder die Gültigkeit einer Eheschließung zweifelhaft ist. Gemessen daran, dass die Ehe ein Sakrament ist, stellt eine ungültige Ehe eine schwere Störung der Rechtsordnung dar, die nach Möglichkeit beseitigt werden muss. Ein möglicher Weg wäre die Trennung betroffener Paare und die Feststellung der Ehenichtigkeit. In erster Linie ist es aber das Ziel, eine Konvalidation (Gültigmachung) zu erreichen. Der Ehewille der Brautleute ist konstituierend für die Ehe. Wenn dieser nicht gegeben ist, kann die ungültige Ehe auch nicht gültig gemacht werden.
Zu unterscheiden sind grundsätzlich zwei Wege der Gültigmachung im kanonischen Recht:
- Convalidatio simplex, einfache Gültigmachung (cc. 1156–1160 CIC): Hier wird der gültigmachende Rechtsakt von den ungültig verheirateten Partnern gesetzt.
- Sanatio in radice, Heilung in der Wurzel (cc. 1161–1165 CIC): Hier ist die Gültigmachung ein hoheitlicher Akt und wird von der zuständigen Autorität (Heiliger Stuhl oder Ortsordinarius) gesetzt.

Weiterhin ist wichtig, dass der Nichtigkeitsgrund behebbar ist. Liegt ein nicht behebbarer Hindernisgrund vor, so ist eine Konvalidierung der Ehe unmöglich. Nicht behebbare Hindernisgründe entsprechen denen einer neu zu schließenden Ehe. Behoben wird der Nichtigkeitsgrund entweder durch Wegfall (etwa Tod des Ehepartners), Dispens oder Gesetzesänderung. Durch Zeitablauf (z. B. fehlendes Mindestalter) können Nichtigkeitsgründe ebenfalls behebbar sein. Im Falle einer Gesetzesänderung und dem damit verbundenen Wegfallen des konkreten Hindernisses werden Ehen, die nach dem früheren Recht ungültig waren, zwar nicht automatisch gültig, aber eine Konvalidation ist dann möglich.

## Convalidatio simplex(einfache Gültigmachung)
Bei der Convalidatio simplex muss der Ehekonsens erneuert werden. Entweder von beiden Eheleuten oder von dem Partner, der bisher keinen Konsens geleistet hat (c. 1159 § 1 CIC). Falls nur einer der Ehepartner von dem Hindernis Kenntnis hat, genügt es, dass der Konsens von diesem privat und geheim erneuert wird (c. 1158 § 2 CIC).
Bei beweisbarem Willensmangel oder Hindernissen muss bei der Konsenserneuerung die kanonische Eheschließungsform eingehalten werden. Wenn der Willensmangel bzw. das Hindernis nicht beweisbar ist, genügt eine formlose Konsenserneuerung. In der kirchenrechtlichen Literatur wird kritisiert, dass das Formerfordernis nach c. 1159 § 3 CIC zu ungerechten Ergebnissen führe. So werde eine wegen Konsensmangels anfangs ungültig geschlossene Ehe auch über Jahrzehnte hinweg nicht „saniert“, obwohl der Konsensmangel der beiden Partner inzwischen weggefallen sei und diese Kinder haben. Von einem solchen Lebenswandel könne man unter Umständen auf eine konkludente Konvalidation des Ehekonsenses schließen.

## Sanatio in radice(Heilung in der Wurzel)
Die Sanatio in radice ist ein hoheitlicher Gnadenakt, ohne dass eine Konsenserneuerung nötig ist. Der normale Weg, nichtige Ehen nachträglich gültig zu machen, ist die Convalidatio simplex. Die Sanatio in radice soll die Ausnahme sein, wenn die Convalidatio simplex nicht oder nur schwer möglich ist.
In gleich drei Canones (cc. 1161–1163 CIC) wird betont, dass eine Heilung in der Wurzel nur dann möglich ist, wenn der Ehewille und Konsens beider Partner (weiterhin) gegeben ist. Damit wird offensichtlich auf c. 1057 § 1 CIC Bezug genommen, wonach der Konsens durch keine menschliche Macht ersetzt werden kann. Das bedeutet, ähnlich wie bei der Convalidatio simplex, dass es nicht möglich ist, eine Ehe gültig zu machen, ohne dass die Partner dies wollen. Nicht erforderlich ist, dass der Ehewille schon in dem Moment in Ordnung war, als er im Rahmen der Hochzeitsfeier erklärt wurde. Es reicht aus, dass er im Zeitpunkt der Heilung gegeben ist.
Wenn vor der Gültigmachung der Ehe zum ursprünglichen Ehenichtigkeitsgrund noch ein weiterer hinzukommt, müssen beide beseitigt werden, damit eine gültige Ehe entstehen kann. Ist die Behebung des später aufgetretenen Hindernisses nicht möglich, so ist die Ehe nicht sanierbar.
Die Eheheilung in der Wurzel bringt die Dispens von einem Ehehindernis oder der Formpflicht mit sich. (Es sei an dieser Stelle darauf verwiesen, dass die Kirche nach c. 85 CIC nur von rein kirchlichen Gesetzen dispensieren kann und somit nicht von Ehehindernissen des Naturrechts oder göttlichen Rechts.)
Beispiel: Wenn ein verheirateter Diakon erst nach seiner Weihe entdeckt, dass seine Ehe ungültig ist, steht der Gültigmachung zunächst das Hindernis der Weihe entgegen (c. 1087 CIC); mit der Sanatio freilich ist die Dispens auch von diesem Hindernis gegeben.

Gesuch um Sanatio, Seite 1
Gesuch um Sanatio, Seite 2

Eine Gültigmachung einer konfessionsverschiedenen Ehe ist nur möglich, wenn die in c. 1125 geforderten Bedingungen erfüllt sind.